# Hanna Szajek
Hanna Szajek, po mężu Grzegorzewska (ur. 11 lutego 1958) – polska lekkoatletka, płotkarka, specjalizująca się w biegu na 400 metrów przez płotki, medalistka mistrzostw Polski.

## Kariera sportowa
Była zawodniczką Olimpii Poznań.
Na mistrzostwach Polski seniorek na otwartym stadionie wywalczyła dwa medale - srebrny w biegu na 400 metrów przez płotki w 1976 i brązowy w sztafecie 4 x 400 metrów w 1977. 
Rekord życiowy w biegu na 400 m ppł: 58,88 (30.07.1977).